# Вітрофіри

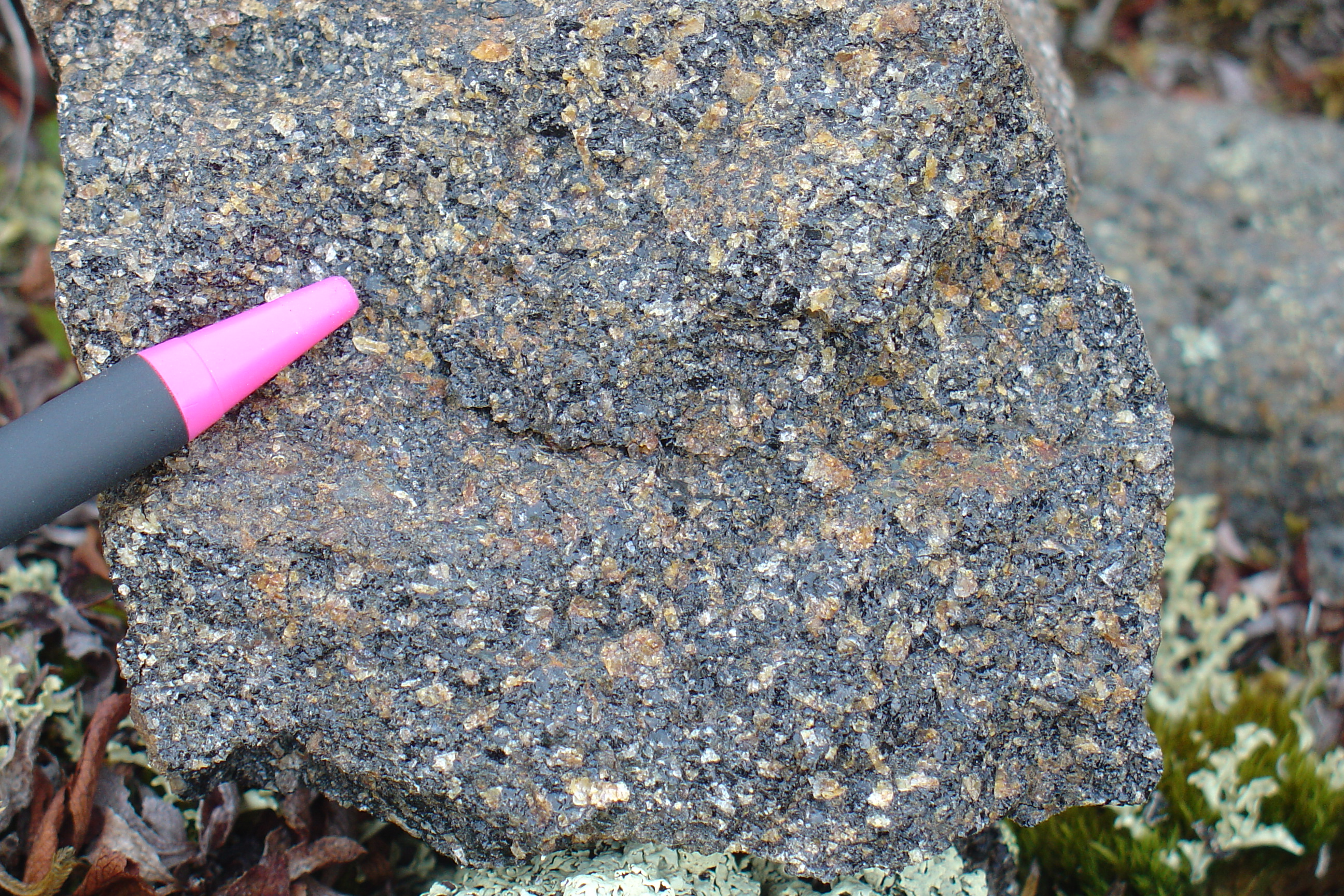
Ріолітовий вітрофір.

Вітрофіри (рос. витрофир, англ. glass porphyry, vitrophyre; нім. Vitrophyr m) (від лат. Vitrum — скло і грецьк. porphyra — пурпур, багряний, темно-червоний колір) — збірна назва для склуватих вулканічних гірських порід. Звичайно це кварцовий або ортоклазовий порфір зі склуватою основною масою. Вітрофіри іноді використовують як активну мінеральну добавку до цементів.
Вулканічна порода з порфіритною текстурою, в якій великі кристали (фенокристали) вбудовані в склоподібну гірську породу.
Див. також вітрофірова структура